# Корнєєв Леонід Едуардович
Леоні́д Едуа́рдович Корнє́єв (28 квітня 1954, село Леніно, тепер Горецького району Могильовської області, Білорусь) — радянський діяч, бригадир слюсарів управління механізації об'єднання «Горкисільбуд» Могильовської області Білоруської РСР. Член Центральної контрольної комісії КПРС у 1990—1991 роках.

## Життєпис
У 1973 році закінчив Могильовський політехнічний технікум.
У 1973 році працював слюсарем радгоспу «Коровчино» Горецького району Могильовської області.
З 1973 по 1975 рік служив у Радянській армії.
У 1975—1986 роках — слюсар, бригадир слюсарів Горецької пересувної механізованої колони № 44 Могильовської області.
Член КПРС з 1979 року.
У 1986—1989 роках — бригадир слюсарів Горецької міжколгоспної пересувної механізованої колони № 251 Могильовської області.
З 1989 року — бригадир слюсарів управління механізації об'єднання «Горкисільбуд» Могильовської області Білоруської РСР.
Подальша доля невідома.